# Биатлон на зимних юношеских Олимпийских играх 2020
Соревнования по биатлону на III зимних юношеских Олимпийских играх в Лозанне проходили с 11 по 15 января 2020 года. Было разыграно шесть комплектов медалей.

## Медали

### Медалисты

#### Юноши
| Event                         | Золото               | Золото            | Серебро                 | Серебро           | Бронза               | Бронза            |
| ----------------------------- | -------------------- | ----------------- | ----------------------- | ----------------- | -------------------- | ----------------- |
| Спринт, 7,5 км                | Марцин Заволь Польша | 19:23,8 (0+1)     | Денис Иродов Россия     | 19:36,4 (0+1)     | Вегард Тон Норвегия  | 19:42,3 (0+1)     |
| Индивидуальная гонка, 12,5 км | Олег Домичек Россия  | 34:09,4 (1+1+0+0) | Лукас Хаслингер Австрия | 34:23,0 (1+1+0+0) | Матьё Гарсия Франция | 35:04,3 (2+0+0+1) |

#### Девушки
| Event                       | Золото              | Золото            | Серебро                 | Серебро           | Бронза                    | Бронза            |
| --------------------------- | ------------------- | ----------------- | ----------------------- | ----------------- | ------------------------- | ----------------- |
| Спринт, 6 км                | Алёна Мохова Россия | 18:55,5 (0+1)     | Анастасия Зенова Россия | 18:57,4 (0+1)     | Анна Андексер Австрия     | 19:01,6 (0+1)     |
| Индивидуальная гонка, 10 км | Алёна Мохова Россия | 32:26,7 (1+0+0+1) | Жанна Ришар Франция     | 33:30,5 (0+0+1+1) | Юлия Ковалевская Беларусь | 33:59,5 (0+2+1+0) |

#### Смешанные эстафеты
| Event                                        | Золото                                                                     | Золото                                                    | Серебро                                                                | Серебро                                                   | Бронза                                                                       | Бронза                                                    |
| -------------------------------------------- | -------------------------------------------------------------------------- | --------------------------------------------------------- | ---------------------------------------------------------------------- | --------------------------------------------------------- | ---------------------------------------------------------------------------- | --------------------------------------------------------- |
| Одиночная смешанная эстафета, 2×6 + 2×7,5 км | Франция · Жанна Ришар · Матьё Гарсия · Жанна Ришар · Матьё Гарсия          | 42:03,5 (0+2) (0+0) (0+0) (0+1) (0+1) (0+1)               | Италия · Линда Зингерле · Марко Барале · Линда Зингерле · Марко Барале | 42:23,0 (0+2) (0+2) (0+1) (1+3) (0+0) (1+3) (0+3) (0+2)   | Швеция · Сара Андерссон · Оскар Андерссон · Сара Андерссон · Оскар Андерссон | 42:30,3 (0+1) (0+1) (0+1) (0+2) (0+0) (0+1) (1+3) (1+3)   |
| Смешанная эстафета, 2×6 + 2×7,5 км           | Италия · Мартина Трабукки · Линда Зингерле · Николо Бетемпс · Марко Барале | 1:10:55,3 (0+0) (0+0) (0+0) (0+3) (0+1) (0+1) (0+0) (0+0) | Россия · Алёна Мохова · Анастасия Зенова · Денис Иродов · Олег Домичек | 1:11:39,0 (0+2) (0+1) (0+1) (0+0) (0+0) (0+3) (0+2) (1+3) | Франция · Фани Бертран · Леони Жаннье · Тео Жиро-Пуайо · Матьё Гарсия        | 1:12:23,9 (1+3) (0+2) (0+2) (0+3) (0+0) (0+3) (0+0) (0+0) |

### Общий зачет
| Место          | Страна         | Золото | Серебро | Бронза | Всего |
| -------------- | -------------- | ------ | ------- | ------ | ----- |
| 1              | Россия         | 3      | 3       | 0      | 6     |
| 2              | Франция        | 1      | 1       | 2      | 4     |
| 3              | Италия         | 1      | 1       | 0      | 2     |
| 4              | Польша         | 1      | 0       | 0      | 1     |
| 5              | Австрия        | 0      | 1       | 1      | 2     |
| 6              | Беларусь       | 0      | 0       | 1      | 1     |
| 6              | Норвегия       | 0      | 0       | 1      | 1     |
| 6              | Швеция         | 0      | 0       | 1      | 1     |
| Всего стран: 8 | Всего стран: 8 | 6      | 6       | 6      | 18    |